# Franz Naegele
Franz Karl Joseph Naegele (né le 12 juillet 1778 à Düsseldorf, mort le 21 janvier 1851 à Heidelberg) est un gynécologue et obstétricien allemand.

## Biographie
Il reçoit son doctorat en médecine de l'université de Bamberg puis pratique à Barmen. Il devient professeur associé de l'université de Heidelberg en 1807 puis professeur d'obstétrique en 1810.
Il est connu pour la règle qui porte son nom, qui calcule la date prévue de l'accouchement, et pour la forme antérieure de l'asynclitisme (« obliquité de Naegele »).
Son fils, Hermann Franz (1801-1851), était également obstétricien.

## Œuvres choisies
- (de) Beytrag zu einer naturgeschichtlichen Darstellung der krankhaften Erscheinung am thierischen Körper, welche man Entzündung nennt, und ihre Folgen. Dänzer, Düsseldorf 1804. Numérisation à l'université de Düsseldorf
- (de) Erfahrungen und Abhandlungen aus dem Gebiethe der Krankheiten des weiblichen Geschlechtes, Mannheim, Tobias Loeffler, 1812 (lire en ligne)
- (de) Über den Mechanismus der Geburt, Nabu Press, 16 avril 2012 (1re éd. 1822) (ISBN 1248888642 et 978-1248888643, lire en ligne)
- (de) Das Weibliche Becken: betrachtet in Beziehung auf seine Stellung und die Richtung seiner Höhle: nebst Beyträgen zur Geschichte der Lehre von den Beckenaxen, Nabu Press, 2010 (1re éd. 1825) (ISBN 1145403093 et 978-1145403093, lire en ligne)
- (de) Katechismus der Hebammenkunst: als Anhang zu seinem Lehrbuche der Geburtshülfe für die Hebammen : für Lehrende und Lernende, Nabu Press (1re éd. J.C.B. Mohr, 1836) (ISBN 1279966394 et 978-1279966396, lire en ligne)
- (de) Das schräg verengte Becken; nebst einem Anhange über die wichtigsten Fehler des weiblichen Beckens, (1839)
- (de) Lehrbuch der Geburtshülfe, 1843[2]
- (de) « Ein Briefwechsel zwischen Joseph Alexis Stoltz und Franz Carl Naegele der XIII.: Versammlung der deutschen Gesellschaft für Gynäkologie 2.-5. Juni 1909 zum Empfang gewidmet von der Universitätsfrauenklinik Straßburg I. Els », J.H. Heitz, 1909 Correspondance avec Joseph-Alexis Stoltz